# 雷彦恭
雷彦恭（9世纪—10世纪），唐朝末年和五代十国初年军阀，903年-908年年间以节度使身份控制武贞军。

## 家世
雷彦恭生年不详。其父雷满占领朗州地区，后成为以朗州为军部的武贞军节度使。天复元年（901年）雷满薨，雷彦恭兄雷彦威称留后，大约三年（903年）成为全权节度使，九月，趁邻镇荆南节度使成汭在外，攻陷其军部江陵府。雷彦威一度占领江陵，但雷彦恭起事反对他，并在忠义军节度使赵匡凝协助下将雷彦威逐出江陵乃至武贞军。雷彦恭依附淮南节度使杨行密。

## 统领武贞军
推翻雷彦威后，雷彦恭也一度占领江陵，直至赵匡凝派弟弟赵匡明将他逐出。
天祐三年（906年），已被称为武贞军节度使的雷彦恭持续劫掠权势军阀宣武军节度使朱全忠部下荆南留后贺瓌控制的荆南。雷彦恭狡猾有父风，南郡、武昌之间因此无人。他又结连杨行密之子和继承人杨渥和西川节度使王建，阻绝朝命。十月，因贺瓌无力根除雷彦恭的劫掠，朱全忠以颍州防御使高季昌代之，高季昌建起江陵的防御工事以备袭击。朱全忠又派驾前指挥使倪可福率官兵五千人戍荆南，倪可福指画方略，雷彦恭的军队稍稍引去。
四年（907年），朱全忠夺取唐朝帝位，建立后梁，成为后梁太祖皇帝。尽管楚国附庸后梁，而雷彦恭已归顺后梁敌国弘农（即淮南），六月，雷彦恭却联合楚王马殷再攻江陵。高季昌屯公安，断武贞军粮道，败联军。武贞军和楚军都退走了。高季昌因功被任为节度使。七月，雷彦恭又将矛头对准盟友，攻打楚国的岳州，岳州有备，不能克，遂回师。
雷彦恭贪婪残暴，类似其父，仍常焚掠荆南，并断江、岭商路。曾引淮南军攻平江，被楚岳州刺史许德勋所败。九月，雷彦恭依附淮南，攻涔阳、公安，被高季昌击败。太祖下诏削雷彦恭官爵，命高季昌和马殷讨伐他。十月，高季昌派部将倪可福率所练精兵五千下澧州，会合楚将秦彦晖围朗州。雷彦恭粮尽兵败，遣使请降于弘农王杨渥并告急。杨渥派泠业、李饶去救，但被许德勋败俘，未能抵达朗州。
但因雷满曾经引沅江环朗州，雷彦恭得以自守。马殷极尽兵力，未能克。秦彦晖一度暂缓攻城，雷彦恭在守城时放松了警惕。开平二年（908年）五月，秦彦晖派裨将曹德昌率壮士秘密乘夜潜水入城，突然起事，在城内举火。朗州陷入恐慌，秦彦晖得以率军进入。雷彦恭乘轻舟逃往弘农都城广陵，被杨渥的弟弟和继承人杨隆演任为淮南节度副使。秦彦晖俘获雷彦恭的弟弟雷彦雄等七人（《十国春秋》作十人），送到后梁都城大梁，七人一同被诛。高季昌以破雷彦恭功，加平章事。澧州刺史向瑰原与雷彦恭呼应，也归顺楚国。澧州、朗州等地为楚所併。雷彦恭本人卒于淮南，卒年不详。
雷彦恭的下场有一些不同记载，如《旧五代史·马殷传》载雷彦恭被生擒，《资治通鉴考异》引《梁太祖实录》称雷彦恭沉江而死，《五代春秋》载雷彦恭被攻破朗州的楚军杀死，《十国纪年》等同《资治通鉴》。但胡三省及朱玉龙《五代十国方镇年表》均以通鉴为是。